# Шинары
Шина́ры (чув. Шӑнар) — деревня в Цивильском районе Чувашской Республики. Входит в состав Богатырёвского сельского поселения.

## География
Находится в северной части Чувашии на расстоянии приблизительно 16 км на запад по прямой от районного центра города Цивильск.

## История
Известна с 1795 года как выселок деревни Вторая Шаксубина (ныне не существует) с 22 дворами. В XIX — начале XX веков околоток деревни Бибарсова (ныне не существует). Число дворов и жителей:1858 — 89 жителей, 1897—138, в 1926 — 29 дворов и 132 жителя, в 1939—140 жителей, 1979 — 41. В 2002 году было 8 дворов, 2010 — 4 домохозяйства. В период коллективизации был образован колхоз «Орден Ленина», в 2010 году действовало КФХ «Сильвийские земли».

## Население
Постоянное население составляло 10 человек (чуваши 100 %) в 2002 году, 4 в 2010.